# パルミチン酸アスコルビル
パルミチン酸アスコルビル（Ascorbyl palmitate, AA-Pal）とは、パルミチン酸とアスコルビン酸とのエステルである。L-アスコルビン酸パルミチン酸エステルなどの別名が存在する。俗に「脂溶性のビタミンC」と説明される場合が有るものの、それは身体の外での話に過ぎない。経口投与した場合には、吸収される前にビタミンCの部分が外れる。

## 構造と性質
パルミチン酸アスコルビルの化学式はC22H38O7であり、したがって分子量は414.5 (g/mol)である。パルミチン酸とはヘキサデカン酸の事であり、つまり、カルボキシ基にペンタデカンが結合した構造をしている。カルボキシ基は水溶性だが、比較的長い炭化水素鎖であるペンタデカンは脂溶性であり、分子全体で見るとパルミチン酸は脂溶性を示す。もう一方のアスコルビン酸は水溶性だが、アスコルビン酸が持つ水酸基の1つに、パルミチン酸が持つカルボキシ基がエステル結合した構造をしているため、パルミチン酸アスコルビルは脂溶性を示し、ほとんど水には溶解しない。

### 食品添加物としての性質
アスコルビン酸には水溶性の酸化防止剤としての用途もあるわけだが、パルミチン酸アスコルビルは、脂溶性の酸化防止剤の1種として食品添加物として用いられる。加えて、医薬品の酸化防止剤として利用される場合もある。これはパルミチン酸がエステル結合しているアスコルビン酸の水酸基が、アスコルビン酸の酸化され易い箇所との関係性が薄いため、エステルの加水分解を受けずにパルミチン酸アスコルビルのままで酸化防止剤として作用できるためである。E番号304を持ち、EU、アメリカ合衆国、オーストラリア、ニュージーランドでは、食品添加物としての利用が認められている。なお、単に栄養強化剤として、ビタミンC源として用いる場合も有る。

### 生理活性
パルミチン酸アスコルビルは、経口摂取した場合、血流に吸収される前に、パルミチン酸とアスコルビン酸に分解される事が知られている。アスコルビン酸はビタミンCとして利用される。なお、パルミチン酸は脂肪酸として利用される。